# Storia di Brugherio
La Storia di Brugherio si snoda per quasi duemila anni dalla presenza romano-cristiana nel luogo, fino agli ultimi eventi storici che la vedono quale Comune della Repubblica italiana.

## Le origini (IV secolo - XV secolo)

### Le reliquie dei Magi e ilcoenobiumdi Marcellina

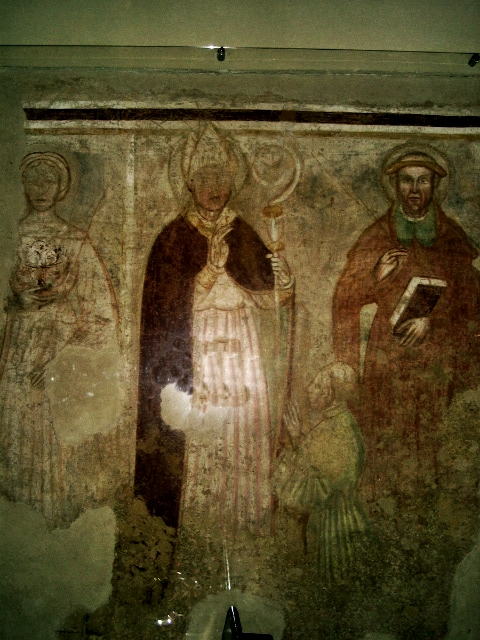
Affresco parietale raffigurante santa Marcellina, sant'Ambrogio e san Satiro, presente nella Chiesa di Sant'Ambrogio.

La tradizione locale riporta che nel IV secolo santa Marcellina, sorella dell'arcivescovo di Milano sant'Ambrogio, risiedesse in alcuni possedimenti famigliari, per ottemperare, insieme ad altre vergini, al suo desiderio di una vita dedita alla castità e alla pratica delle virtù cristiane. Ambrogio avrebbe poi donato alla sorella, in segno di affetto e di approvazione per la condotta delle vergini nel cenobio, le falangi di alcune dita dei Re Magi, reliquie che, sempre secondo la tradizione, rimasero a Brugherio, mentre i corpi, custoditi nella Basilica di Sant'Eustorgio a Milano, furono portate a Colonia dopo la conquista di Milano da parte di Federico Barbarossa nel 1164.

### I primi nuclei abitativi e le reti commerciali
Le prime indicazioni scritte che ci sono pervenute, riguardanti il territorio di Brugherio, risalgono all'epoca imperiale romana quando, con i nomi di Noxiate, Sanctus Damianus, Baragia e Octavum, venivano designati i primi nuclei abitativi presenti sul territorio. Noxiate corrispondeva all'attuale centro dove si trova la chiesa parrocchiale di San Bartolomeo, e fu poi smembrato nel corso dell'età carolingia tra Monza e Cologno. La località Baragia si estendeva a nord, fino a comprendere S. Damiano e a sud fino alla zona di Brugherio centro.
Octavum, corrispondente alle attuali San Cristoforo e Occhiate, infine, si trovava all'ottavo miglio da Milano lungo la via Spluga, strada romana consolare che metteva in comunicazione la città lombarda con Lindau passando dal passo dello Spluga e che correva sulla riva destra del Lambro e che vi era presente, in un documento dell'853, «un ospizio o un ospedale per i pellegrini...». Tale rete viaria non era la sola a percorrere il territorio di Brugherio: l'attuale Cascina Sant'Ambrogio era difatti posta lungo la Via Burdigalense, cioè quella via commerciale che collegava l'attuale Bordeaux con Aquileia per poi proseguire da lì fino alla Pars orientalis dell'Impero.

### Il Basso Medioevo
L'Alto Medioevo, caratterizzato da profondi ed instabili mutamenti politici, ci trasmise quelle poche fonti di cui si è accennato nel paragrafo sovrastante. Una prima notizia riguardante l'esistenza di un monastero di benedettine, situato sull'antico coenobium di Marcellina, risalirebbe al 1098. Informazioni storiche precise risalgono, però, a partire dal Basso Medioevo, allorché una pergamena del 1162 parla di un monastero femminile detto di Sant'Ambrogio di Carugate.
Il XIV secolo vide, inoltre, le lotte politiche tra i Torriani e i Visconti per il dominio su Milano e le città ad essa soggiogate. Tali lotte intestine si fecero sentire anche a Brugherio: nel 1282, infatti, SI riporta che ad Octavum vi sorgeva un castrum oggetto di contesa tra filo-torriani e filo-viscontei, e che questi ultimi, desiderosi di riavere indietro tale luogo dopo una momentanea vittoria dei Torriani, si erano rivolti al tribunale De Malexardorum.
All'epoca di questi avvenimenti, l'attuale territorio comunale era già diviso da due secoli in 3 pievi, che approssimativamente ricalcavano la complessa ripartizione del territorio nei secoli successivi. Difatti, il territorio fu diviso tra Monza, cui appartenevano gli attuali centro storico e Moncucco; Vimercate, del cui feudo faceva parte l'attuale frazione Baraggia; e Gorgonzola, di cui faceva parte invece la Cascina Increa.

## Il periodo spagnolo (1525-1714)

### Il governo spagnolo nel monzese
In seguito al controllo del Ducato di Milano, a partire dal 1525, da parte degli spagnoli di Carlo V, l'intera Lombardia entrò in un lungo periodo di decadenza socio-economica, periodo acuito dalla terribile peste di San Carlo (1576-1577), da quella manzoniana poi (1630), ed infine da numerose carestie che flagellarono le campagne lombarde. Nello specifico, il Monzese seguì le sorti famigliari dei nuovi feudatari spagnoli, i De Leyva, più attenti a sfruttare le ricchezze del loro feudo che ad incentivarne la tradizione manifatturiera e commerciale. Il loro malgoverno, durato dal 1530 al 1648, fu seguito dal governo più lungimirante dei Durini, nobile famiglia milanese impegnata in attività commerciali ed industriali che miglioreranno l'amministrazione del capoluogo brianteo.

### Brugherio tra '500 e '600

#### Dati socio-amministrativi
La realtà del territorio brugherese di questi due secoli risentì dello stato d'anarchia dovute alle guerre tra francesi e spagnoli prima, dal generale stato di crisi socio-economica che caratterizzò la Lombardia spagnola e dalle ripetute pestilenze che colpirono il territorio. Attraverso vari censimenti effettuati tra il 1530 e i 1546, si viene a sapere che Brugherio fosse divisa amministrativamente tra «Burgero sotto la Corte di Monza», «Burgero pieve di Vimercate» e «imbrugero territorio di Monza», realtà a loro volta frazionate nelle varie cascine locali che, per mantenere i rapporti con i rispettivi feudatari, nominavano dei consoli che facevano da tramite con la popolazione locale.

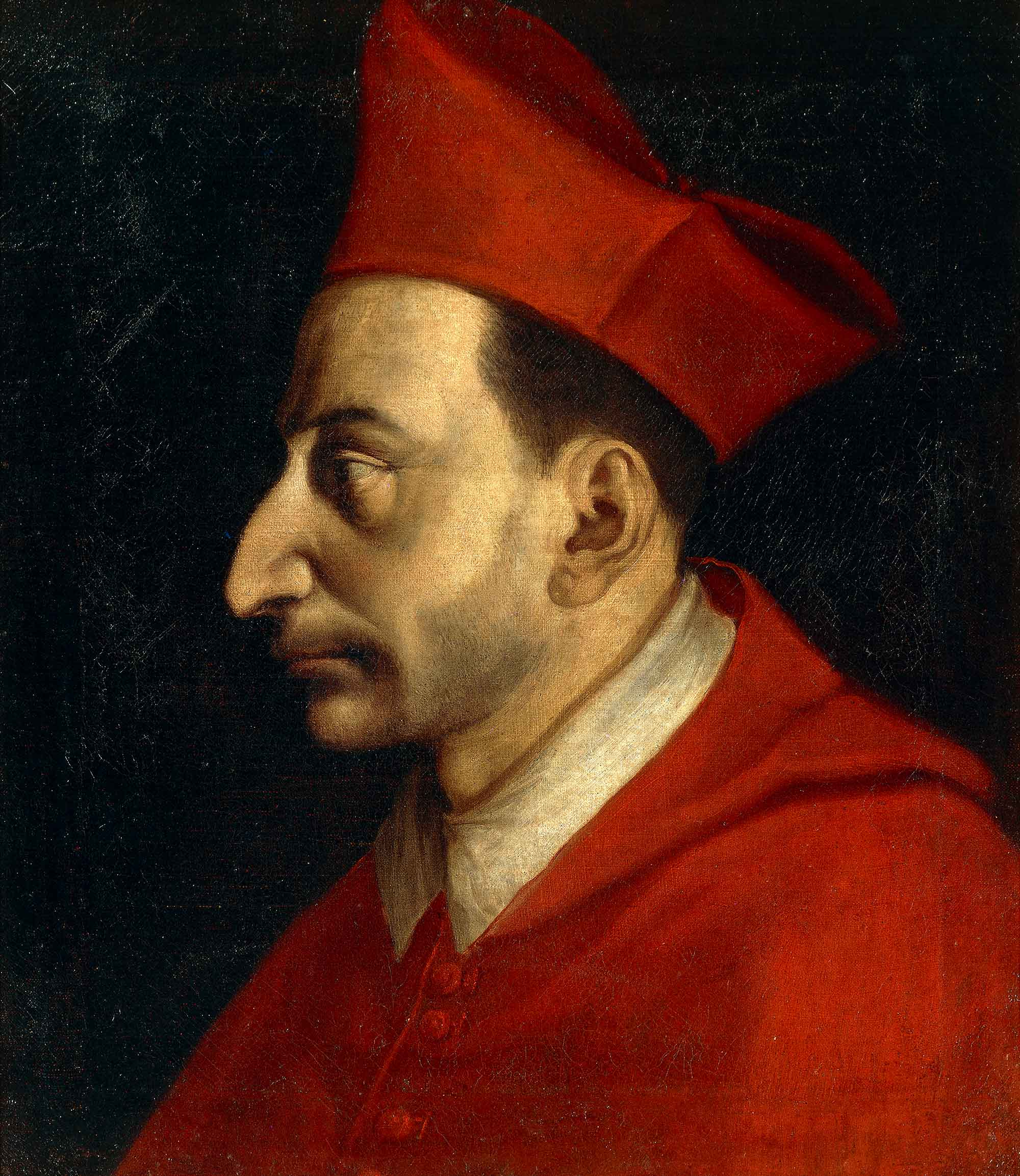
Giovanni Ambrogio Figino, san Carlo Borromeo, Museo Storico Diocesano, Milano.

Nel corso del Seicento, per quanto riguarda l'andamento demografico locale, sono fondamentali gli atti delle visite pastorali, volute dal Concilio di Trento per verificare in loco, da parte dei vescovi locali, le condizioni delle varie parrocchie. Dopo le prime visite pastorali effettuate a Brugherio nel 1578 e nel 1596, nel 1621 si attesta che la popolazione delle cascine sotto cui ricadeva l'amministrazione parrocchiale si aggirava intorno alle 1350 anime. Drammatiche furono le conseguenze per la popolazione locale durante la pestilenza del 1630: la popolazione diminuì di 350-400 persone circa. Le conseguenze della peste manzoniana (e le drastiche condizioni meteorologiche che spinsero, gli storici, a parlare di piccola glaciazione) furono talmente incisive, che nella seconda metà del '600 l'andamento demografico subì un notevole rallentamento, andamento che ritornò sui livelli precedenti alla pestilenza soltanto negli anni '70.

#### La fondazione della parrocchia
(S. Carlo Borromeo e Monza, p. 40)
In mezzo a questa decadenza socio-politica, Brugherio trovò una sua prima identità comunitaria attraverso la fondazione, da parte dell'arcivescovo Carlo Borromeo, della Parrocchia di San Bartolomeo, in seguito alla visita pastorale compiuta tra il 15 e il 16 giugno del 1578. La nuova realtà parrocchiale, comprendente «Cascine de' Bastoni coll'oratorio di Maria Nascente, S.Cristoforo di Ottavo..., S.Damiano, Sant'Albino, Sant'Ambrogio, S.Donato», unificò le tre divisioni amministrative, diventando così il punto di riferimento per una prima coscienza brugherese.

## Il primo periodo austriaco (1714-1796)
Il XVIII secolo vide, per le sorti della Lombardia, grandi mutamenti politici: nel 1714, in seguito alla conclusione della guerra di successione spagnola (1700-1714), i territori italiani appartenenti alla sconfitta Spagna passarono agli Asburgo austriaci, i quali riportarono ordine nell'amministrazioni e presero avvedute misure socio-economiche. Il catasto teresiano del 1760, per esempio, permise un inquadramento dei beni ecclesiastici e secolari, permettendo al governo di Vienna di conoscere tutti i beni immobili presenti nei suoi domini. L'illuminismo, le riforme sociali e l'accortezza del governo di Maria Teresa (1740-1780) recarono benessere alla società autoctona, incentivando lo sviluppo di attività artigianali e agricole.

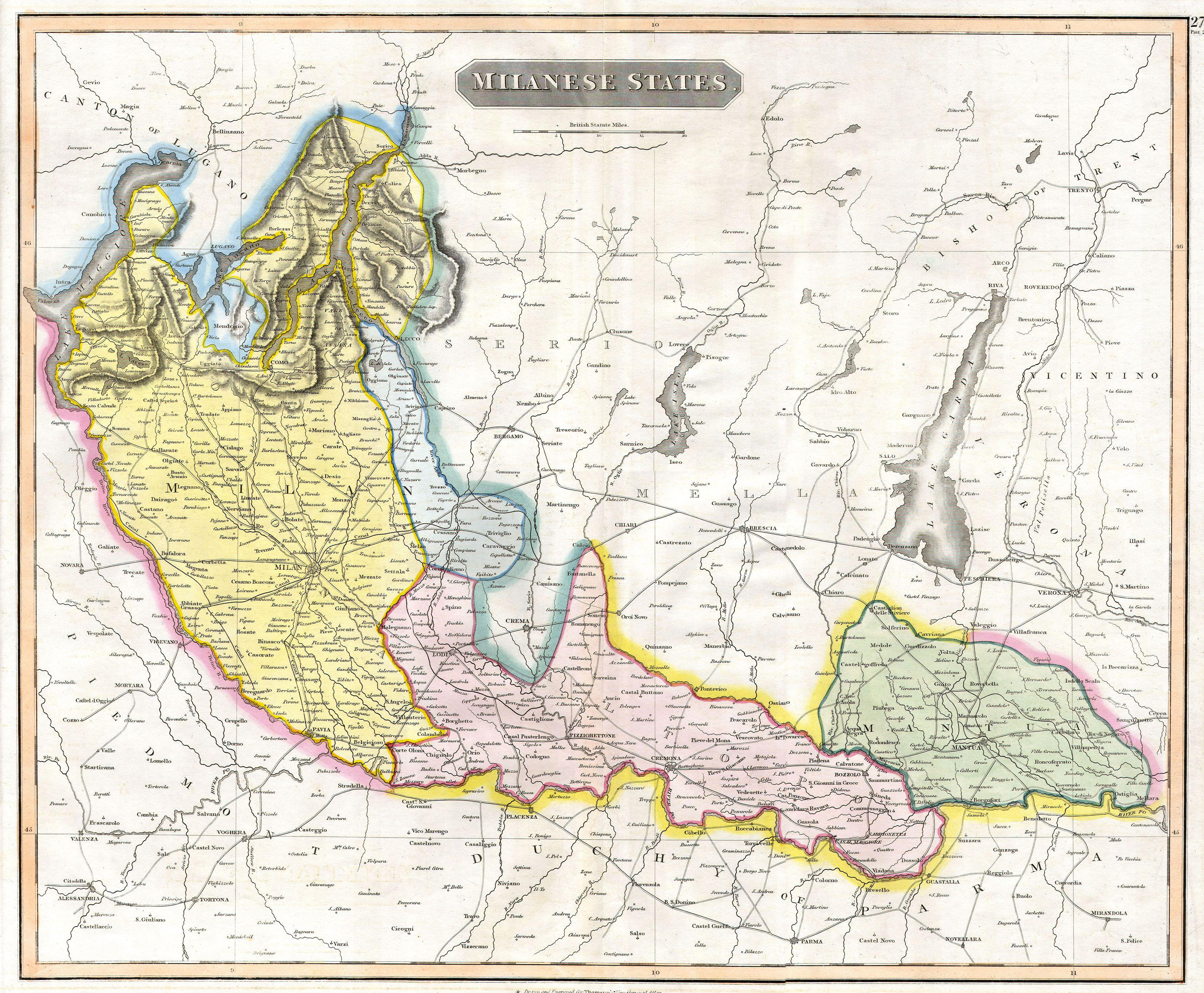
Lo Stato di Milano durante la dominazione austriaca del XVIII secolo, in un disegno del 1815.

### Brugherio nel XVIII secolo

#### LaCronacadi Antonio de Petri
(Cap. I, articolo I - Notizie generali su Brugherio in Tribuzio Zotti-Magni 2016, p. 17)
Con queste parole il parroco di Brugherio, don Antonio de Petri (1778-1819), appassionato storico ed emulatore del monzese Antonio Francesco Frisi, inizia una sua Cronaca della realtà locale, nel tentativo di dipingere le tradizioni locali, gli usi e i costumi della Brugherio di fine Settecento e le principali abitazioni allora presenti, soffermandosi sia sulle ville nobiliari che sulle cascine che costellavano il territorio.

#### Leville di deliziaa Brugherio
Le attività agricole trovarono particolare propensione in Lombardia grazie ai numerosi possidementi terrieri dell'aristocrazia locale la quale, esclusa dalla carriera politica e militare, si buttò nell'imprenditoria agricola coltivando, attraverso i coloni, le loro terre con vari tipi di colture, tra le quali primeggiava quella del baco da seta.
Gli antichi castra difensivi, sorti in età basso medievale e che mantennero questa struttura fino al perdurare delle guerre d'Italia del XVI secolo, assunsero nel Secolo dei Lumi finalità diversa: non più militare, ma ludica ed imprenditoriale. Brugherio, già a partire dal Seicento, fu uno dei luoghi di villeggiatura più apprezzati da parte di numerose famiglie aristocratiche milanesi, che vi costruirono residenze estive per sfuggire alla calura estiva milanese: Villa Sormani, Villa Brivio, Villa Scotti-Cornaglia-Noseda-Bertani (attuale sede del Comune) e Palazzo Ghirlanda (attuale sede della Biblioteca Civica), erano soltanto alcune delle principali residenze estive dell'aristocrazia meneghina.

### Il volo di Paolo Andreani

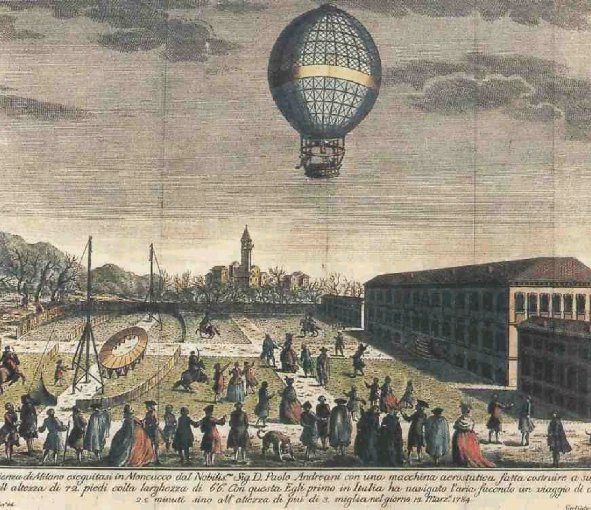
Disegno raffigurante l'inizio dello storico volo in mongolfiera compiuto da Paolo Andreani nel 1784.

Fu una da queste ville che, nel 1783, avvenne un fatto storico di rilevanza internazionale: il secondo volo aerostatico con un essere umano a bordo. Artefice di quest'impresa fu un giovane nobile milanese, Paolo Andreani (1762-1823), che rimase fortemente colpito dal volo in mongolfiera tenutosi a Versailles l'anno precedente ad opera dei fratelli Montgolfier. L'Andreaeni, pertanto, decise anch'egli di emulare l'impresa d'oltralpe, supportato tecnicamente in questo dagli ingegneri Gerli (Agostino, Giuseppe e Carlo). Difatti l'Andreani effettuò, insieme a questi ultimi, un primo volo sperimentale il 25 febbraio del 1784 dalla sua villa di Moncucco e, riuscita la prova, il giovane nobiluomo fissò per il 13 marzo una manifestazione pubblica cui fu invitata l'aristocrazia meneghina e, tra l'altro, lo stesso imperatore Giuseppe II.
Alla vigilia dell'impresa, però, i fratelli Gerli improvvisamente disertarono l'impresa. La motivazione più verosimile, formulata da Pietro Verri e accolta da Giuseppe Dicorato, è che fosse intervenuto il plenipotenziario austriaco, Johann Joseph Wilczek, il quale avrebbe corrotto, su commissione dello stesso Giuseppe II, i fratelli Gerli perché non si effettuasse un'impresa considerata suicida.
Nonostante l'imprevisto, Paolo Andreani non rinunciò al suo progetto e, aiutato da due improvvisati aiutanti, i brugheresi Giuseppe Rossi e Gaetano Barzago, effettuò la prima ascensione in mongolfiera in Italia. Il volo, celebrato da sonetti del Parini e dalle testimonianze di Pietro Verri e del parroco Don Antonio de Petri, si risolse in un enorme successo: volò per circa sei chilometri, atterrando nei pressi della Cascina Seregna di Caponago.

## L'Ottocento

### Inquadramento storico del Primo Ottocento
Dopo la breve stagione napoleonica in Italia, le forze coalizzate di Austria, Prussia, Russia e Gran Bretagna riuscirono, prima nel 1814 e poi nel 1815, ad abbattere l'imperatore dei francesi e a dare inizio, con il Congresso di Vienna, al periodo della Restaurazione. La Lombardia, insieme al Veneto, furono unificati nel Regno del Lombardo-Veneto, facente parte dell'Impero d'Austria. Il trentennio che seguì (1815-1848) vide, da un lato, una politica di sviluppo socio-economico tesa a rafforzare la già prospera economia lombarda; dall'altro, la nascita e la diffusione di associazioni segrete (carbonari, membri della Giovine Italia di Mazzini) volte a scacciare lo straniero per ottenere l'indipendenza.
Dopo i moti del 1848, la dominazione austriaca in Lombardia si fece sempre più pressante, tanto che il maresciallo Radetzky fu investito anche dei poteri civili per governare e reprimere qualsiasi tentativo di insurrezione (come infatti avvenne nel 1853 con il fallito moto mazziniano). Nel frattempo, però, il Piemonte guidato da Cavour seppe, con maestria diplomatica, a farsi guida del processo di unificazione nazionale grazie all'alleanza con la Francia di Napoleone III. Ed infatti la Seconda guerra d'indipendenza portò, nel giro di poco più di due anni (1859-1861) alla creazione dello Stato nazionale.

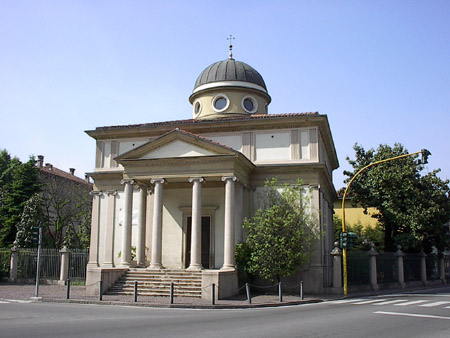
La chiesa di San Lucio, conosciuta come il Tempietto di Moncucco, dalla frazione di Brugherio in cui si trova.

### Brugherio sotto la Restaurazione e il Risorgimento (1815-1861)
(Griffini, pp. 101-102)
Dopo il turbolento periodo napoleonico, i possedenti terrieri di Brugherio, nel 1816, cercarono di fondersi in un unico comune (un tentativo di unificazione era fallito nel 1721, all'epoca del catasto teresiano), progetto fallito a causa della resistenza dei burocrati austriaci di Milano, i quali non volevano spendere tempo nell'unificare un così frantumato panorama amministrativo e di cui lo stesso Cesare Cantù, nella sua Grande illustrazione del Lombardo-Veneto, notava la curiosa particolarità.
Sotto gli austriaci, ci furono splendori e miserie. In primo luogo, grazie agli sforzi di Gianmario Andreani, fratello di Paolo, e dell'architetto Giocondo Albertolli, la chiesa luganese di San Lucio venne smontata e trasportata in pezzi sui navigli per essere ricostruita a Brugherio. Brugherio non fu estranea al Risorgimento: molti brugheresi parteciparono infatti ai moti del 1848 e anche alla fallimentare rivolta di Milano del 1853. L'attività principale era quella dell'agricoltura e, secondo enciclopedie didascaliche risalenti agli anni '50 del XIX secolo, le colture principali erano quelle del gelso e della vigna. del D'altro canto, in quegli anni Brugherio fu colpita da una serie di malattie (febbre petecchiale) che degenerarono la già precaria qualità di vita dei contadini.

### La nascita del Comune e i suoi primi passi (1866-1900)
Dopo che anche Monza entrò a far parte del neonato Regno d'Italia, il 9 dicembre 1866 fu fondato, con decreto n° 3395 il Comune di Brugherio, con i soppressi comuni di Cassina Baraggia e San Damiano di Monza, con parte del soppresso comune di Moncucco di Monza, con le frazioni di Brugherio, Bindellera, Cesena, Gelosa, San Paolo e Torazza, staccate dal comune di Monza. Nel 1866 la frazione di Occhiate venne separata da Sesto San Giovanni e venne aggregata a Brugherio, infine la frazione di Increa venne staccata da Cernusco sul Naviglio. Il primo sindaco fu l'ex primo cittadino di Cassina Baraggia, Giovanni Noseda. Gli anni che andarono dal 1866 al 1900 furono alquanto sonnacchiosi. Il Comune era gestito da una piccola classe di possidenti terrieri (sia autoctoni che milanesi), i quali mantennero dei rapporti con i contadini locali che non si discostavano di molto dai vincoli feudali del Medioevo, impedendo loro di entrare in contatto con la progressiva industrializzazione che stava attraversando il territorio limitrofo. Nonostante ciò, Brugherio vide nel 1880 l'apertura della tranvia Milano-Vimercate; nel 1884 l'apertura del Canale Villoresi e, negli ultimi decenni, la nascita dei primi opifici per la lavorazione della seta.

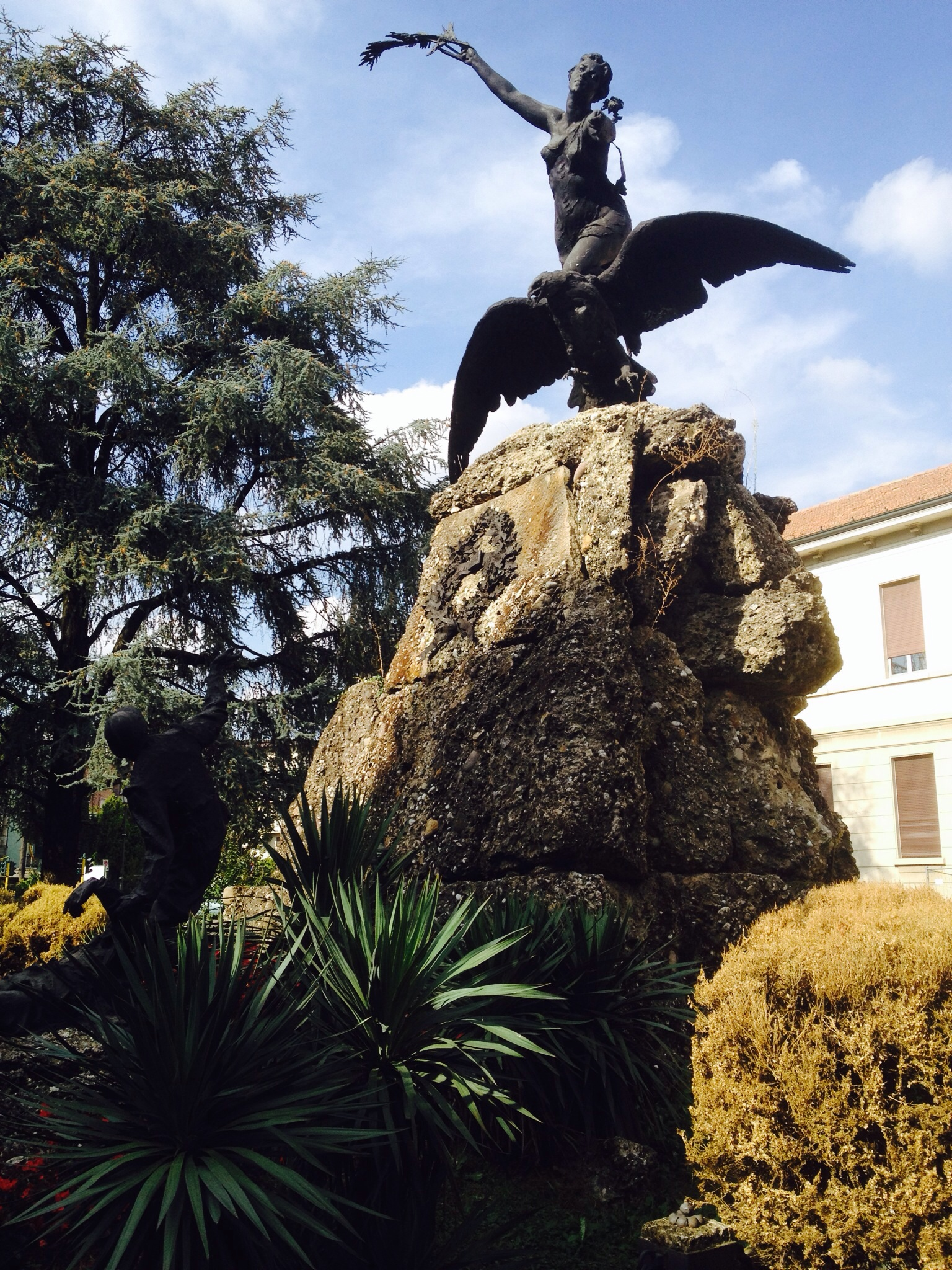
Il Monumento ai Caduti, realizzato nel 1929 ad opera di Ernesto Bazzaro e situato lungo Via Vittorio Veneto.

## Il Novecento

### Il periodo dal 1900 al 1945
La tenue industrializzazione di questo territorio vide la nascita anche dei primi movimenti sindacali di ispirazione cattolica. Infatti le campagne, legate fortemente alla religione, erano ostili alle istanze socialistiche e si avvicinarono alle Leghe d'ispirazione cattolica, determinando un mutamento dei rapporti tra i fittavoli e i possidenti terrieri. Nel 1912, con la proclamazione del suffragio universale ad opera di Giovanni Giolitti, la base elettorale si espanse notevolmente, determinando un ribaltamento dei giochi di potere finora mantenuti in piedi da un'oligarchia. Gli anni della prima guerra mondiale furono gestiti positivamente dal sindaco Giovanni Santini (Brugherio fu sempre rifornita di viveri alimentari), mentre il periodo del cosiddetto biennio rosso (1919-1920) vide episodi di violenza tra i socialisti e i popolari cattolici. Questi ultimi persero la maggioranza assoluta a causa del rilassamento della loro attività sindacale, e l'ultimo sindaco eletto dalle urne, Marcello Gatti, dovette gestire la difficile transizione dal periodo liberale al fascismo. Dal 1926 al 1943 il Comune venne retto dal podestà Ercole Balconi, che favorì in un certo qual modo lo sviluppo urbanistico, scolastico e industriale di Brugherio. Con la caduta di Mussolini, il 25 luglio 1943, Brugherio fu protagonista dei moti sindacali degli operai dello stabilimento Pirelli di San Damiano e si segnalò nella lotta partigiana contro l'oppressione nazifascista, tanto da intitolare una via cittadina all'ultimo partigiano assassinato: Luigi Teruzzi.

### 1945-1966: ilboomeconomico e la proclamazione a "Città"
Brugherio fu governata, in questi anni, dalla neonata Democrazia Cristiana. Sotto le varie amministrazioni Pollastri (1946-1950), Meli (1951-1961) e Giltri (1965-1975), Brugherio cambiò radicalmente la fisionomia del proprio territorio socio-urbanistico: nuovi villaggi industriali (ad opera delle ditte Falck e Pirelli, per esempio), un'intensa attività dell'edilizia popolare e scolastica (la costruzione della scuola Parini), la fondazione della Biblioteca Civica Comunale (1960) e l'estensione a tutta la realtà cittadina della rete fognaria, elettrica e del gas metano. Al fianco dell'attività promossa dal Comune, si segnalano le opere assistenziali della ditta veneta Marzotto e di quelle della Parrocchia (guidata dall'energico don Giuseppe Camagni). La trasformazione di Brugherio da paese a città industriale (importantissima la presenza della ditta monzese di lavatrici Candy, il cui nuovo stabilimento fu inaugurato nel 1964 dal cardinale Giovanni Colombo) fu coronata dal titolo di Città il giorno 27 gennaio 1967, ad opera del presidente della Repubblica Giuseppe Saragat.Verso la fine degli anni '60 venne inaugurato il Comprensorio Edilnord, un centro residenziale formato da 8 supercondomini costruito dall'allora imprenditore edile Silvio Berlusconi.

Stemma concesso dal re Vittorio Emanuele III nel 1932: «D'azzurro, all'albero di erica al naturale. Ornamenti esteriori da Comune».

Infine nel 1967, nel corso di una spedizione in Afghanistan guidata da alcuni brugheresi tra cui Luciano Rossi, è stato dato il nome di Brugherio ad una cima appartenente alla catena dell'Hindu Kush.

### 1966-oggi: Brugherio verso il futuro
Brugherio, negli anni settanta e ottanta, vide il consolidamento dei movimentati anni precedenti: la fondazione del complesso dell'Edilnord, ad opera di Silvio Berlusconi, l'acquisizione da parte del comune di Villa Fiorita (casa di cura per malati psichiatrici ove fu ricoverato, per molti anni, Filippo de Pisis), la fondazione della scuola media Leonardo da Vinci (1966) e la creazione del complesso residenziale del Quartiere Ovest, sorto in seguito all'aumento vertiginoso della popolazione. Gli anni del boom (corrispondenti pressoché all'amministrazione Giltri, 1965-1975) comportarono infatti un riassestamento del tessuto socio-culturale a causa del fenomeno dell'emigrazione dal Meridione ai grandi centri industriali del nord. Di conseguenza, anche la strutturazione religiosa locale muta, con l'aumento progressivo degli abitanti: nel 1971 fu celebrata per la prima volta la messa nella chiesa di San Paolo, mentre nel 1993 fu costruita quella di San Carlo, in quanto il nuovo Quartiere Ovest si trovava lontano dalla chiesa di San Bartolomeo. Brugherio, a partire dagli anni ottanta, cercò di recuperare la propria memoria storica rinforzando le tradizioni storiche e folkloristiche tipiche del territorio: nel 1984 fu celebrato il bicentenario del volo dell'Andreani; nel 1992 fu acquistato e restaurato, da parte del Comune di Brugherio, il tempietto di San Lucio di Moncucco. I lavori termineranno definitivamente nel 1994, con delle celebrazioni volte a rinforzare il legame di Brugherio con la città di Lugano.
Nel 2004 Brugherio, insieme ad altri 54 comuni, viene scorporato dalla provincia di Milano per entrare a far parte della neoistituita provincia di Monza e della Brianza.

### Esplicative
1. ↑  Vi era, infatti, un'iscrizione epigrafica (oggi non più visibile) con l'incisione "1098 MOEN", riportata dal parroco e storico don Antonio de Petri (1778-1819) e poi vidimato dal parroco Giuseppe Maroni nel 1881, come si ricava dalla Cronaca del De Petri stesso. Cfr. Sibilla, p. 61; Virgilio, p. 5; Tribuzio Zotti-Magni, p. 55 e p. 69
2. ↑  Tribuzio Zotti-Magni, p. 55. Bisogna ricordare che il monastero, fino alla creazione della parrocchia di Brugherio nel 1578, apparteneva alla parrocchia di Sant'Andrea di Carugate, come ricordano Tribuzio Zotti-Magni, p. 56.
3. ↑  Per conoscere il concetto di pieve nel Medioevo, si rimanda a quanto spiegato in Andenna, p. 122:
«In quei decenni [l'età carolingia] si diffuse il concetto di "plebs", o pieve, il nuovo centro religioso rurale, governato dall'arciprete, che era a capo di una comunità di "presbiteri", di diaconi e di chierici, al quale i rustici versavano la tassazione sacramentale della decima e dal quale essi ricevevano i sacramenti. Presso la pieve si era battezzati e accanto a essa si riposava per sempre nel cimitero, ubicato attorno all'edificio, sul sagrato.»
4. ↑  Perogalli, pp. 46-58 delinea l'evoluzione di questi antichi fortini in residenze signorili, affiancate dalla tipica cascina lombarda ove vivevano i fittavoli.
5. ↑  Ingegnoli-Langé-Süss, pp. 82-92.
6. ↑  Ville come la Sormani-Andreani, difatti, sorgevano sulle fondamenta di questi fortini militari, come ricordano Ingegnoli-Langé-Süss, p. 60.
7. ↑  Capostipite della ricca letteratura sulle ville nobiliari in territorio Brianzolo è Dal Re, Ville di delizia, opera ricchissima di informazioni architettoniche.
8. ↑  Le poesie scritte in onore dell'Andreani furono molte, e non recavano soltanto la firma dell'autore de Il Giorno. Per un'analisi complessiva dei sonetti scritti per celebrare l'impresa, si veda Guagnini, pp. 195-202.

### Bibliografiche
1. ↑  Biraghi, pp. 57-58.
2. 1 2  Tribuzio Zotti 1986, p. 14.
3. ↑  Tribuzio Zotti 1986, pp. 14-15.
4. ↑  Tribuzio Zotti 1986, p. 15.
5. ↑  Geyer, p. 6.
6. ↑  Per un quadro storico complessivo della Lombardia trecentesca, cfr. Cantù, pp. 108-113.
7. ↑  Brugherio 2000 anni, p. 51.
8. ↑  Il tribunale dei Malesardi, ovvero degli esiliati, come specifica Tribuzio Zotti 1986, p. 15.
9. ↑  Brugherio 2000 anni, Parte I, capitolo III, Riflessi delle lotte tra Torriani e Visconti nel Territorio di Brugherio.
10. ↑  De Giacomi-Galbiati, p. 198.
11. ↑  Bergamaschi, p. 175.
12. ↑  Colussi, La contea di Monza.
13. ↑  Oltre a quella del 1576, epidemie di minor entità si verificarono nel 1524 (Brugherio 2000 anni, p. 55) e nel 1529 (Tribuzio Zotti 1986, p. 26).
14. ↑  La descrizione è desunta dalle ricerche storico-archivistiche esposte in Tribuzio Zotti 1986, pp. 19-30.
15. ↑  Anime è un sinonimo di persone, nel lessico dell'epoca.
16. ↑  Tribuzio Zotti-Magni 2012, p. 24.
17. ↑  Besta.
18. ↑  Polli, p. 48.
19. ↑  Tribuzio Zotti-Magni 2012, p. 31.
20. ↑  S. Carlo Borromeo e Monza, p. 41.
21. ↑  Tribuzio Zotti-Magni 2016, p. 9.
22. ↑  Tribuzio Zotti-Magni 2016, pp. 9-10.
23. 1 2  Vergnano.
24. ↑  Dicorato, p. 63.
25. 1 2  Dicorato, p. 72.
26. ↑  Dicorato, pp. 90-91.
27. ↑  Magni, pp. 27-28.
28. ↑  Si segnalano i festeggiamenti per il bicentenario dell'ascensione (1984) e quelli del duecentotrentesimo (2014)
29. ↑  Dicorato, p. 74.
30. ↑  Storia economico-amministrativa, pp. 90-91.
31. ↑  Cantù, 1857, p. 517: 
«È notevole che questa terra sta in parte sull'antico territorio monzese e in parte no; sicché avvi la bizarria di due differenti misure e pesi, o talvolta valor di monete; sicché un contratto si considera a peso e misura monzasco se fatto ne' tali limiti; fuor di quelli, segue il modo milanese.»
32. ↑  Polli, pp. 96-97.
33. ↑  Griffini, p. 102 §1.
34. ↑   Comune di Brugherio - Storia del territorio, su comune.brugherio.mb.it. URL consultato il 29 gennaio 2015 (archiviato dall'url originale il 25 agosto 2012).
35. ↑  Regio decreto 9 dicembre 1866, n. 3395, in materia di "Regio decreto col quale è instituito nel circondario di Monza un nuovo comune colla denominazione di Brugherio."
36. ↑   Comune di Brugherio - Capi dell'amministrazione dal 1866 ad oggi, su comune.brugherio.mb.it. URL consultato il 29 gennaio 2015 (archiviato dall'url originale il 31 gennaio 2015).
37. ↑  Polli, pp. 106-108.
38. ↑  Faragli-Marchesi, p. 27.
39. ↑  Porfidio, p. 76.
40. ↑  Cento anni di famiglia, p. 46.
41. ↑  Polli, p. 132.
42. ↑  Polli, p. 138; p. 141.
43. 1 2  Studio della componente geologica, A1 Caratterizzazione geologica e pedologica - morfologia e geomorfologia.
44. ↑  Polli, pp. 142-150.
45. ↑  Storia della Resistenza, p. 32.
46. ↑   Inaugurazione della Biblioteca, in Il Cittadino della Domenica, 21 maggio 1960.
47. ↑  Parroco dal 1921 al 1957, Don Camagni si prodigò non soltanto nell'accompagnare spiritualmente i fedeli, ma anche nella costruzione e/o riedificazione di nuovi edifici e società (ampliamento della Chiesa di San Bartolomeo nel 1939; riqualificazione delle case per i coadiutori; modernizzazione ed ampliamento dell'oratorio maschile nel 1921; fondazione della Casa dell'Azione Cattolica). Esortò l'amministrazione comunale, inoltre, a completare l'ampliamento del cimitero di Viale Lombardia e mostrò grande interesse per migliorare l'istruzione dei giovani.
48. ↑  Polli, p. 179.
49. ↑  Polli, p. 205.
50. ↑  Decreto riportato da Bassi, p. 94.
51. ↑  Garbarino, p. 28.
52. ↑  Articolo del 14 aprile 1956 de Il Cittadino della Domenica, in Polli, p. 198.
53. 1 2   Comunità pastorale Epifania del Signore - Storia, su epifaniadelsignore.it. URL consultato il 14 febbraio 2015 (archiviato dall'url originale il 14 febbraio 2015).
54. ↑  Polli, p. 221.
55. 1 2  Cannella-Valli, p. 4.